# Roikanselkä
Roikanselkä är en del av sjön Kallavesi i Finland. Den ligger i Kuopio i landskapet Norra Savolax, i den centrala delen av landet, 300 km nordost om huvudstaden Helsingfors. Roikanselkä ligger 74 meter över havet.